# Ammomanes phoenicura
La terrera colirroja (Ammomanes phoenicura) es una especie de ave paseriforme de la familia Alaudidae que habita en zonas pedregosas abiertas y secas de la India y el noreste de Pakistán. De manera similar a otras especies de este género posee un pico prominente tipo pinzón con un borde ligeramente curvado hacia la mandíbula superior. El color marrón opaco es similar al del suelo ya que se alimenta de semillas, granos e insectos. Los machos y hembras son indistinguibles en el campo pero durante la temporada de cortejo, el macho desarrolla un baile en el cual levanta vuelo en forma abrupta y luego cae en picada acompañado por una llamada distintiva. Se alimentan a nivel del suelo en parejas o grupos reducidos.

## Descripción

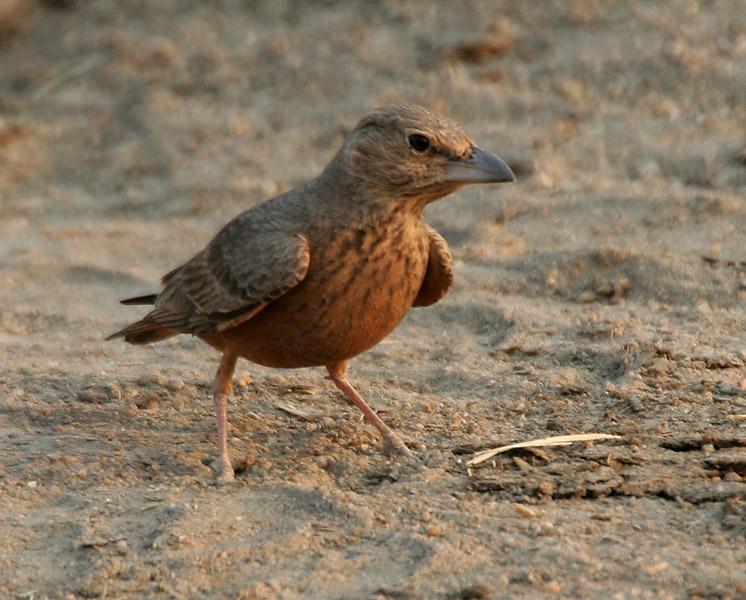
Los adultos tienen pintas alargadas en su garganta y pecho.

Al igual que otras terreras Ammomanes la especie posee un pico curvo prominente con las narinas cubiertas de plumas. La garra trasera es tan larga como el hallux y algo curvada. La base de la mandíbula inferior es carnosa mientras que el resto es de sustancia córnea de color gris. Las patas son de color carne. Algunos taxonomistas en el pasado han incluido al Ammomanes cinctura como una subespecie pero en la actualidad ambas son consideradas especies distintas. Walter Koelz colocó a la población de la India peninsular al sur de la línea  entre Hubli-Bellary-Ellore como una subespecie separada testaceus (=testacea) que es un color rufo brillante, sin embargo los especímenes pueden variar en el tomo brillante (los individuos más rojos son los de Mysore y Salem) por lo que algunos estudiosos posteriores han tratado a las especies como monotipo. En el campo, el color rufo, el anca rojiza y la franja oscura de la cola (que se afina hacia los lados para producir una forma triangular) son elementos distintivos. La garganta posee franjas leves de color marrón oscuro. Las aves jóvenes poseen menos franjas en su vientre.

## Distribución

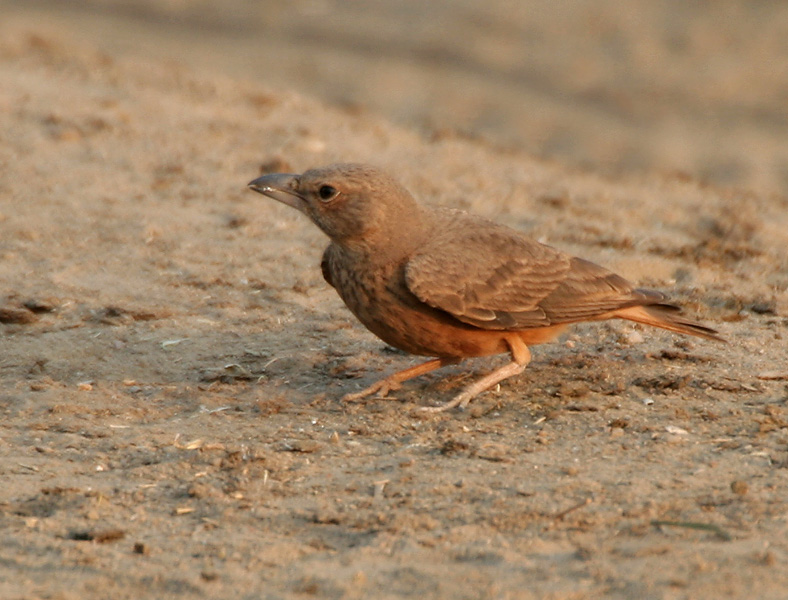
Alimentándose con semillas.

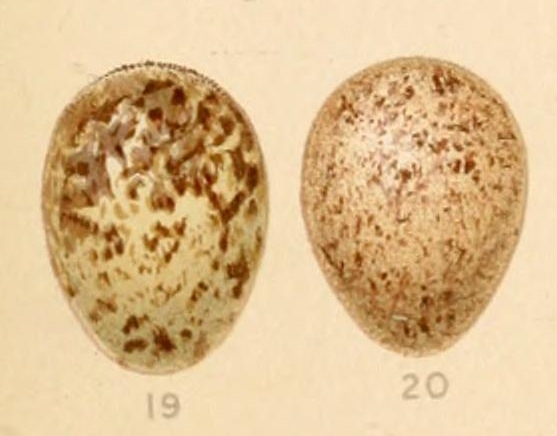
Huevos.

La especie se encuentra principalmente en regiones secas de baja altitud en hábitats abiertos sin cubierta significativa de árboles. Es un residente de la zona al sur del Ganges en la India extendiéndose hacia el oeste hacia Kutch y el Aravallis de Rajasthan. Son visitantes veraniegos de zonas de Pakistán en el norte de Punjab y el sur de Nepal. La especie no se presenta en Sri Lanka y los informes sobre avistamientos en la isla de Rameshwaram no han sido confirmados, por otra parte la especie se encuentra en gran medida ausente de la región del Ghats Occidental especialmente en Kerala.

## Ecología y comportamiento
Por lo general se encuentran sobre el terreno, pero a veces se posan sobre alambres, estas aves no suelen esconderse. Caminan sobre el terreno realizando rápidos dashes para atrapar insectos y si son molestadas se echan y se quedan quietas solo alejándose si uno se les aproxima demasiado. La temporada de reproducción es de febrero a mayo. El cortejo de los machos incluye elevarse a gran altura con un vigoroso batir de alas para luego descender en una serie de caídas en picada acompañándose de un breve gorgoteo. También emiten llamadas mientras están posadas en una rama. El nido está construido sobre el suelo y una puesta típica contiene entre 2 a 4 huevos. Los huevos de forma ovalada poseen cierto brillo y son de color crema o amarillo-blancuzco recubierto por manchas algo más densas en el extremo más ancho. Todavía no se ha determinado cual es la duración del período de incubación.